# جاده ئی۵۸۴ اروپا
جاده ئی۵۸۴ اروپا (به انگلیسی: European route E584) یکی از جاده‌های درجه ۲ قاره اروپا است.
این جاده از شهر پولتاوا (اوکراین) شروع شده و در شهر سلوبوزیا (رومانی) به پایان می‌رسد.